# 機甲科
機甲科（きこうか、英: Armor）は、陸上自衛隊の職種の一つで、主に戦車部隊・機動戦闘車部隊・水陸両用車部隊および偵察部隊を構成するものである。職種学校は富士学校・水陸機動教育隊である。職種標識の色は橙。
機甲科または これと同種 の部隊等として、戦車連隊、戦車隊、水陸機動団戦闘上陸大隊、水陸機動団偵察中隊、偵察戦闘大隊、戦車大隊、戦車中隊、 偵察隊、機動戦闘車（中）隊、機甲教導連隊がある。

## 戦車部隊
戦車部隊は火力・装甲防護力および路外機動力に優れ、機動打撃力および対戦車戦闘の中心として敵を撃破することを任務とする。北海道に所在する第7師団（機甲師団）に3個「戦車連隊」、第2師団（機動師団）に「戦車連隊」、第5旅団（機動旅団）・第11旅団（機動旅団）に「戦車隊」が編成されている。そして、九州に所在する西部方面隊に「戦車隊」が編成されている。必要に応じて戦車連隊を基幹に戦車戦闘団（戦車連隊戦闘団）と呼ばれる諸職種混成部隊が編成される。教育訓練および調査研究の支援は機甲教導連隊が担任する。また、演習対抗部隊（仮想敵部隊）として、部隊訓練評価隊隷下の評価支援隊（第1機械化大隊）に戦車中隊が編成され、専用塗装を施した90式戦車を使用する。
戦車部隊の主な装備品は10式戦車・90式戦車（90式戦車は北部方面隊・富士学校の機甲科部隊のみ配備）。その他に96式装輪装甲車、87式偵察警戒車(一部)などを装備する。
冷戦期、大規模着上陸侵攻に対する備えの一環として戦車配備が進められ、1990年代初頭には戦車保有概数が1,210両に達したが、1989年（平成元年）12月の冷戦終結宣言と1991年（平成3年）12月のソビエト連邦の崩壊により、1995年以降の防衛計画の大綱では戦車保有定数が段階的に縮小され、戦車部隊の整理が進められている（詳細は陸上自衛隊の廃止部隊等一覧#機甲科を参照）。なお、現行の防衛大綱では戦車の将来の規模は約300両とされ、2021年（令和3年）3月末時点の戦車保有概数は570両である。
近年では2013年（平成25年）に策定された中期防衛力整備計画（26中期防）以降、北海道と九州以外に所在する作戦基本部隊（師旅団）が装備する戦車は順次廃止、九州に所在する戦車は新編された西部方面隊直轄の西部方面戦車隊に集約配備された。また、北海道の戦車部隊の縮小、教育部隊の整理改編が実施された。

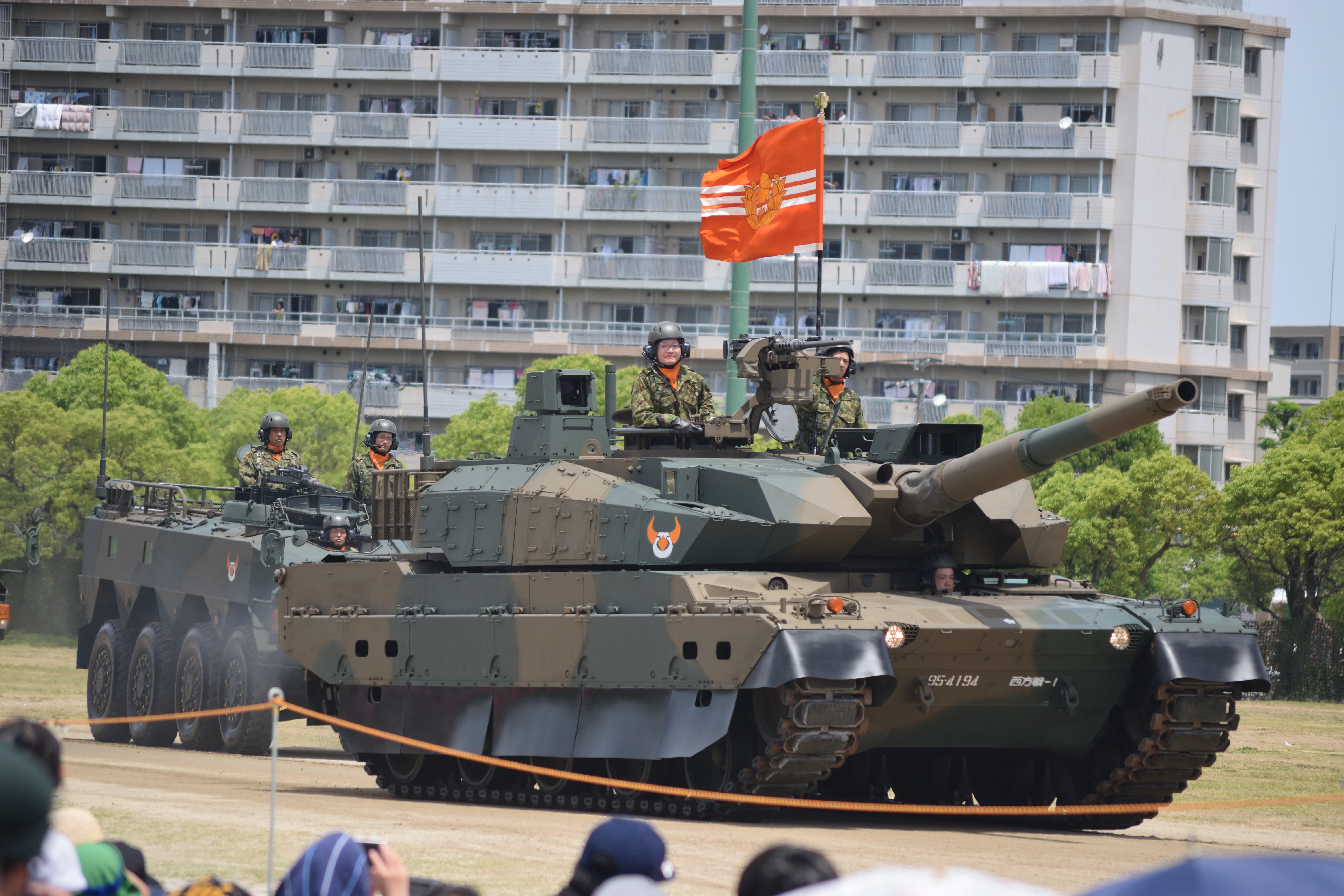
10式戦車（西部方面戦車隊所属）
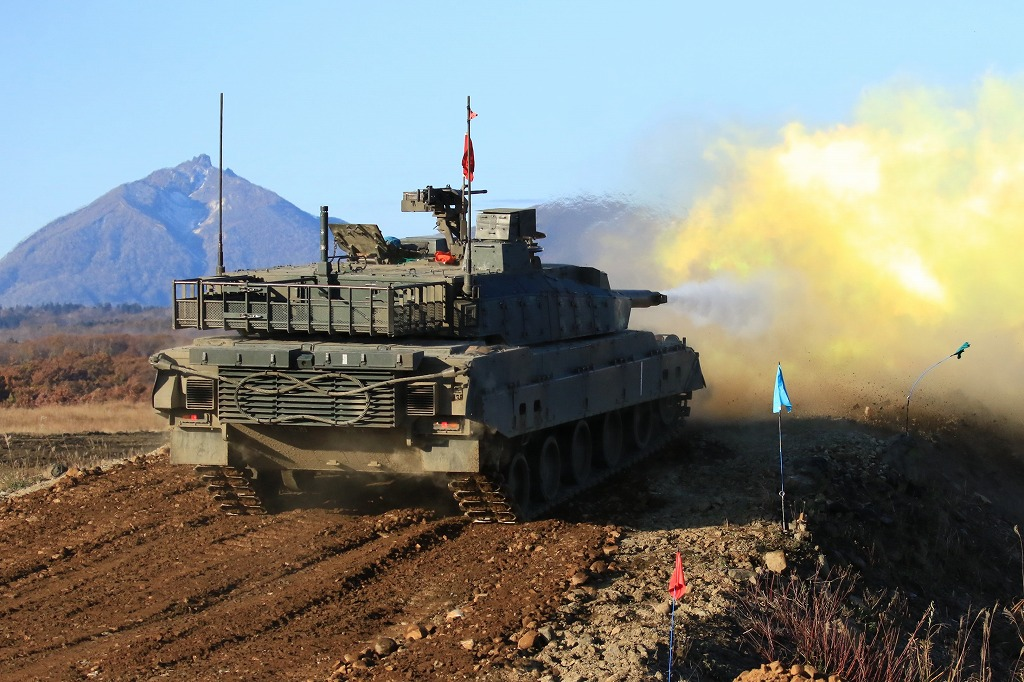
10式戦車（第71戦車連隊所属）
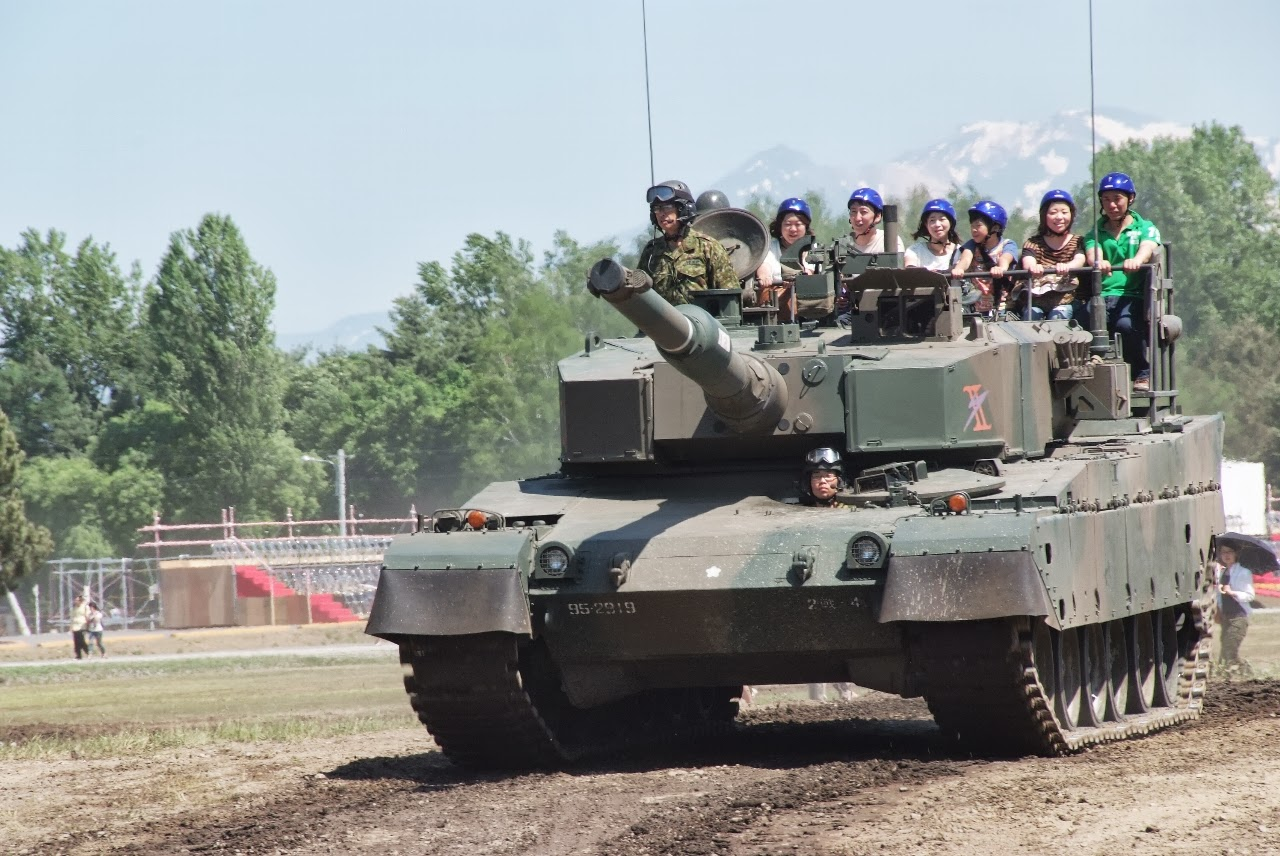
90式戦車（第2戦車連隊所属）
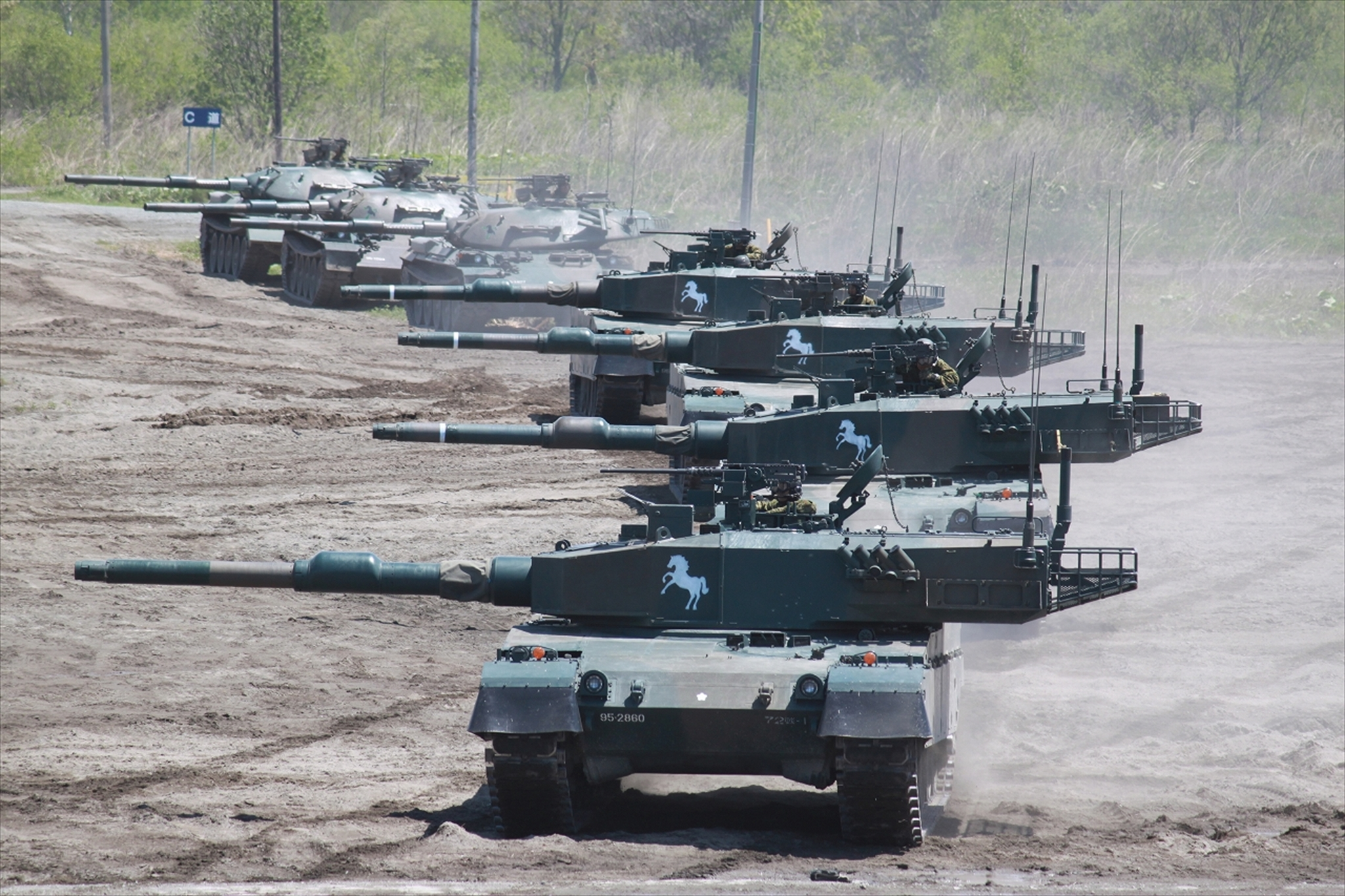
90式戦車（第72戦車連隊所属）

戦車部隊の一覧
- 第2戦車連隊（第2師団）・北海道空知郡上富良野町、4個戦車中隊基幹
- 第5戦車隊（第5旅団）・北海道河東郡鹿追町、2個戦車中隊基幹導
- 第71戦車連隊（第7師団）・北海道千歳市、4個戦車中隊基幹
- 第72戦車連隊（第7師団）・北海道恵庭市、4個戦車中隊基幹
- 第73戦車連隊（第7師団）・北海道恵庭市、4個戦車中隊基幹
- 第11戦車隊（第11旅団）・北海道恵庭市、2個戦車中隊基幹
- 西部方面戦車隊（西部方面隊（平素第8師団隷属））・大分県玖珠郡玖珠町、2個戦車中隊基幹
- 教導部隊：機甲教導連隊（富士教導団）・静岡県御殿場市、4個戦車中隊基幹
- 訓練支援部隊：部隊訓練評価隊 評価支援隊 戦車中隊（富士学校）・静岡県御殿場市、1個戦車中隊

## 機動戦闘車部隊

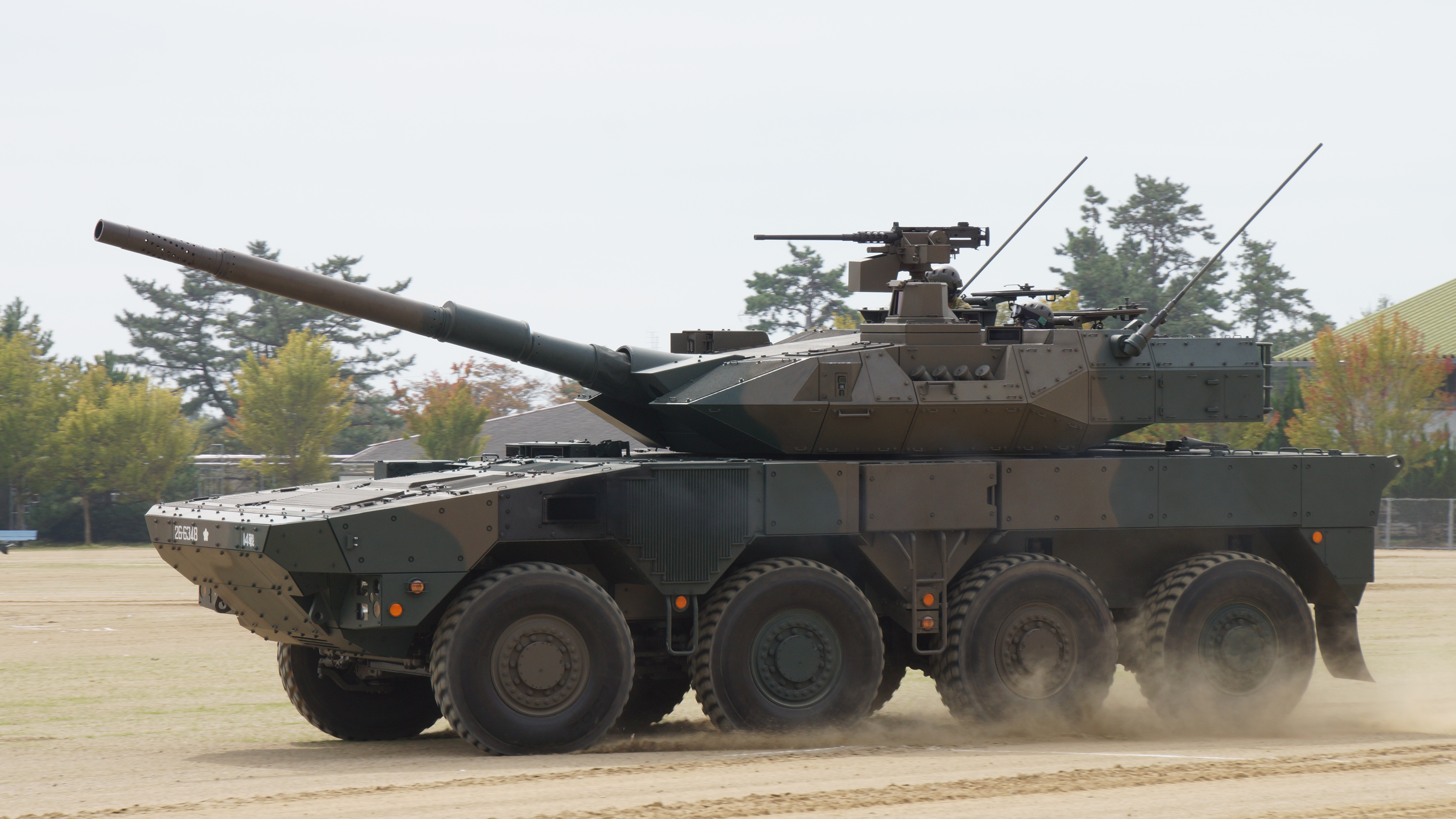
16式機動戦闘車

機動戦闘車部隊は火力・路上機動性に優れ、機動運用部隊である機動師団・機動旅団においては即応機動連隊隷下の「機動戦闘車隊」または「機動戦闘車中隊」として全国に機動展開し対機甲近接戦闘や火力支援などを任務とする。また、地域配備部隊である地域配備師団においては偵察戦闘大隊隷下の「戦闘中隊」として機動師旅団機動展開後の広域の警戒・監視や機動対処などを任務とする。
例外として、機動旅団である第12旅団は空中機動部隊としての運用が行われるため、即応機動連隊の編成はなく、第12偵察戦闘大隊を新編している。
即応機動連隊（諸職種混成部隊）には機動戦闘車隊（本州以南の連隊）、機動戦闘車中隊（北海道の連隊）が、偵察戦闘大隊には戦闘中隊が編成されている。複数の中隊を保有する機動戦闘車隊は本部付隊を編成する。教育訓練および調査研究の支援は機甲教導連隊が担任する。
機動戦闘車部隊の主な装備品は16式機動戦闘車。その他に96式装輪装甲車・軽装甲機動車、戦闘中隊は偵察用オートバイも装備する。
機動戦闘車部隊の一覧
- 第3即応機動連隊 機動戦闘車中隊（第2師団）・北海道名寄市、1個MCV中隊
- 第6即応機動連隊 機動戦闘車中隊（第5旅団）・北海道美唄市、1個MCV中隊
- 第22即応機動連隊 機動戦闘車隊（第6師団）・宮城県黒川郡大和町、2個MCV中隊基幹
- 第42即応機動連隊 機動戦闘車隊（第8師団）・熊本県熊本市北区、2個MCV中隊基幹
- 第10即応機動連隊 機動戦闘車中隊（第11旅団）・北海道滝川市、1個MCV中隊
- 第15即応機動連隊 機動戦闘車隊（第14旅団）・香川県善通寺市、2個MCV中隊基幹）
- 第1偵察戦闘大隊 戦闘中隊（第1師団）・埼玉県朝霞市、1個MCV・WAPC混成中隊
- 第3偵察戦闘大隊 戦闘中隊（第3師団）・滋賀県高島市、1個MCV・WAPC混成中隊
- 第4偵察戦闘大隊 戦闘中隊（第4師団）・福岡県春日市、1個MCV・WAPC混成中隊
- 第9偵察戦闘大隊 戦闘中隊（第9師団）・岩手県滝沢市、1個MCV・WAPC混成中隊
- 第10偵察戦闘大隊 戦闘中隊（第10師団）・愛知県豊川市、1個MCV・WAPC混成中隊
- 第12偵察戦闘大隊 戦闘中隊（第12旅団）・群馬県北群馬郡榛東村、1個MCV・WAPC混成中隊
- 第13偵察戦闘大隊 戦闘中隊（第13旅団）・島根県出雲市、1個MCV・WAPC混成中隊
- 教育支援部隊：機甲教導連隊 機動戦闘車中隊、戦闘中隊（富士教導団）・静岡県御殿場市、1個MCV中隊、1個MCV・WAPC混成中隊

## 水陸両用車部隊

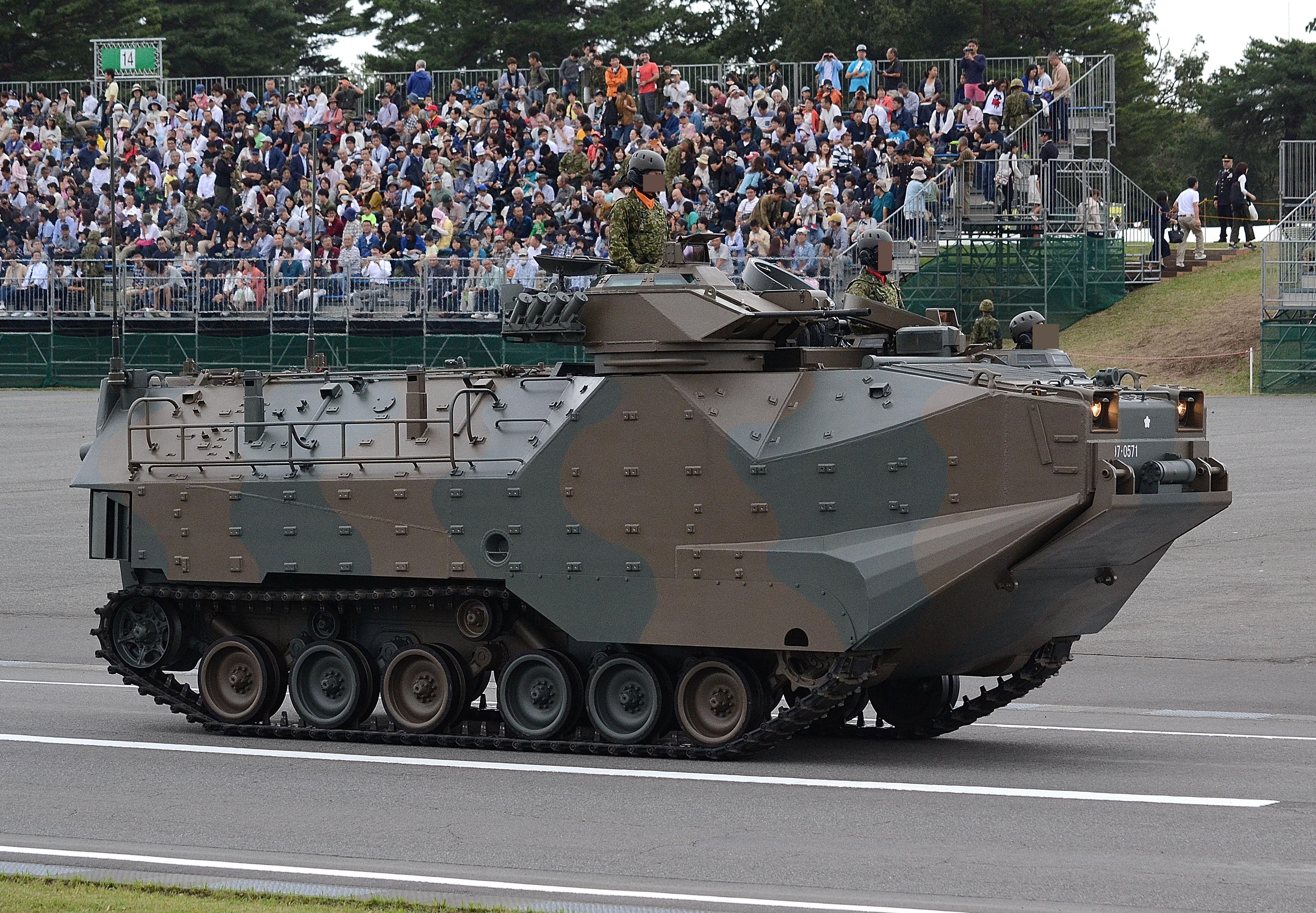
水陸両用車（AAV7）

水陸両用車部隊は水陸両用作戦において水陸両用車を用い、輸送艦（揚陸艦）から海岸線へアプローチして水陸機動連隊の隊員を送り込むとともに、上陸戦での火力支援を任務とする。
水陸両用車部隊の主な装備品は水陸両用車（AAV7）。2016年（平成28年）には水陸機動団設立の準備として、第4戦車大隊にAAV7が配備され、2018年（平成30年）3月にAAV7を有する2個戦闘上陸中隊からなる「戦闘上陸大隊」が編成（2024年（令和6年）に3個中隊基幹に増強）された。教育訓練は、その特殊性から水陸機動教育隊で行われている。
主な水陸両用車部隊の一覧
- 水陸機動団戦闘上陸大隊（水陸機動団）・長崎県佐世保市/大分県玖珠郡玖珠町/長崎県大村市、3個戦闘上陸中隊基幹
- 教育部隊：水陸機動教育隊（水陸機動団）・長崎県佐世保市、第2教育科

## 偵察部隊
偵察部隊は軽快な運動能力と通信・偵察・監視能力を有し、偵察活動による情報収集と警戒監視を任務とする。
師旅団に「偵察隊」、地域配備師団の偵察戦闘大隊には「偵察中隊」が編成されている。戦車部隊の本部管理中隊に編成される偵察小隊、第1空挺団本部中隊の偵察小隊、即応機動連隊・普通科連隊の情報小隊、特科連隊の情報中隊も偵察隊に準じた機能を有する。教育訓練および調査研究の支援は機甲教導連隊が担任する。なお、水陸機動団の「偵察中隊」は諸職種混成部隊とされている。
偵察部隊の主な装備品は87式偵察警戒車・軽装甲機動車・1/2tトラック・偵察用オートバイ（カワサキKLX250・ホンダXLR250R）・地上レーダ装置・野戦情報探知装置など。雪深い地域の師旅団の偵察隊は軽雪上車・10式雪上車・78式雪上車も装備する。また、機甲師団である第7師団隷下の第7偵察隊のみ90式戦車・81mm迫撃砲を、偵察戦闘大隊・機甲教導連隊偵察隊は60mm迫撃砲を装備している。なお、偵察車と名前が付く装備でもNBC偵察車と生物偵察車は機甲科偵察部隊ではなく、化学科部隊が装備する。
戦車部隊を廃止した「地域配備師団」、第12旅団においては威力偵察の強化・機甲火力の代替等を目的として、従来の戦車部隊の役割を兼任させる「偵察戦闘大隊」が編成され、偵察部隊は隷下の「偵察中隊」として編合された。

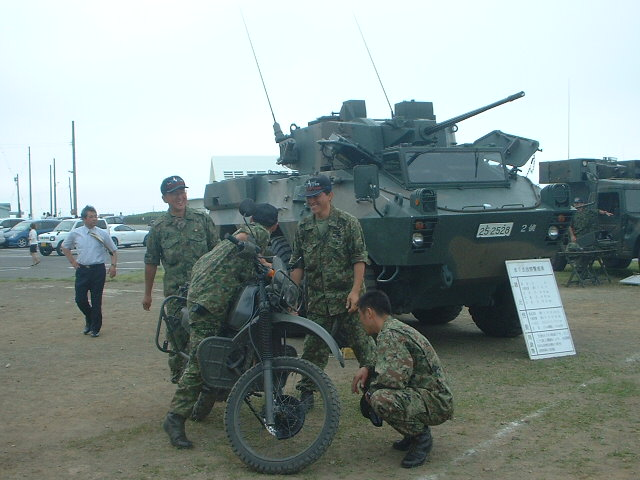
第2偵察隊
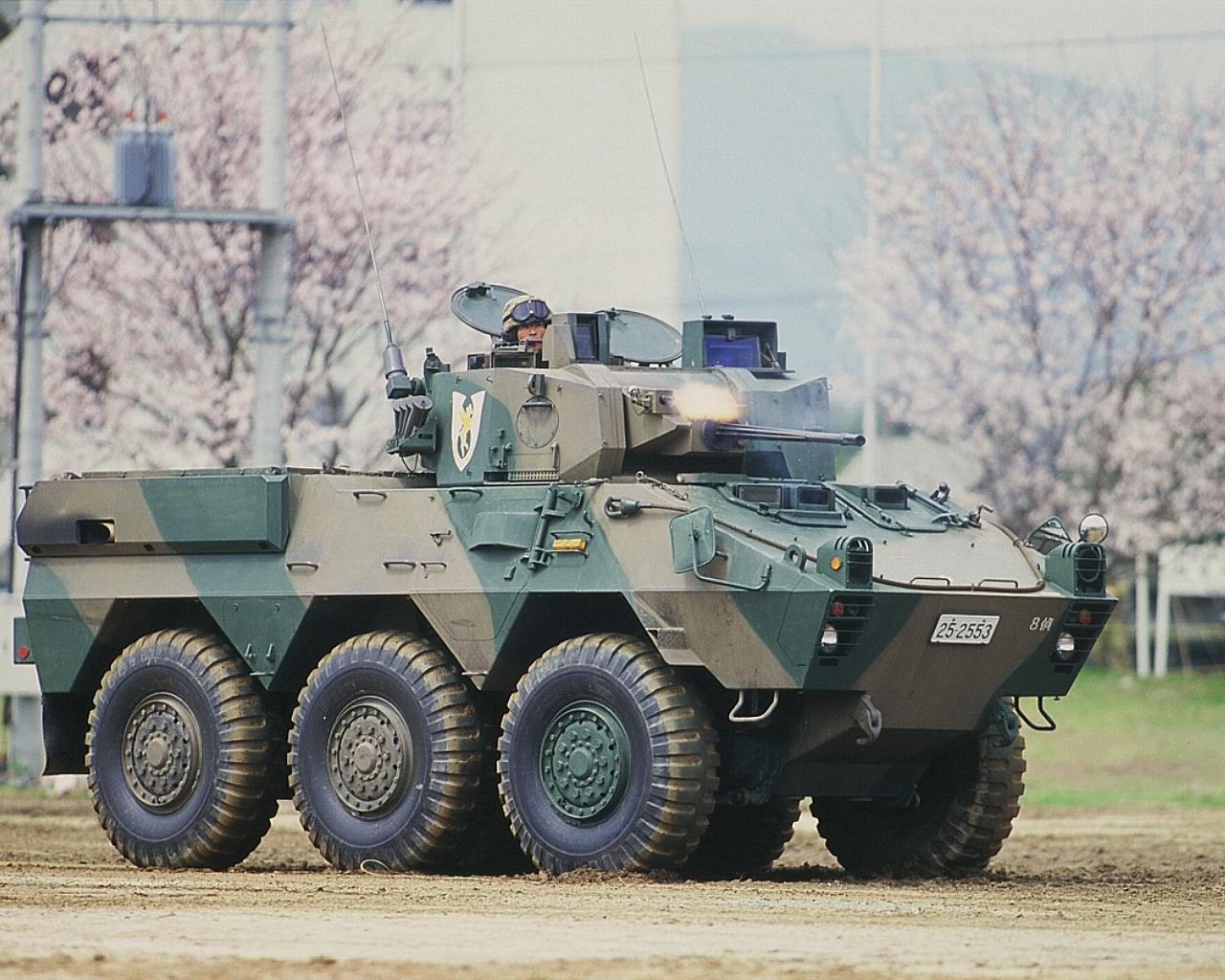
87式偵察警戒車 （第8偵察隊所属）
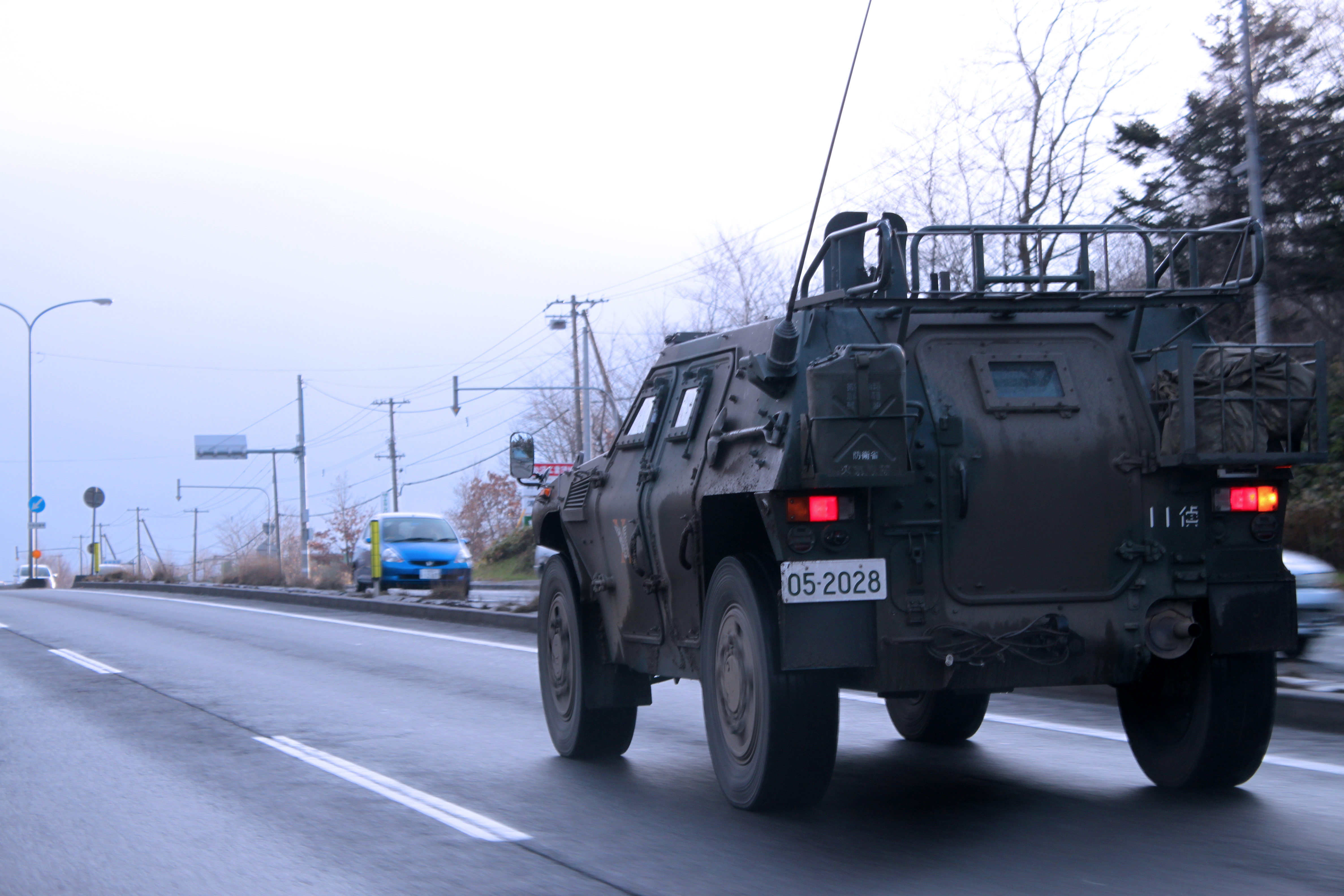
軽装甲機動車 （第11偵察隊所属）
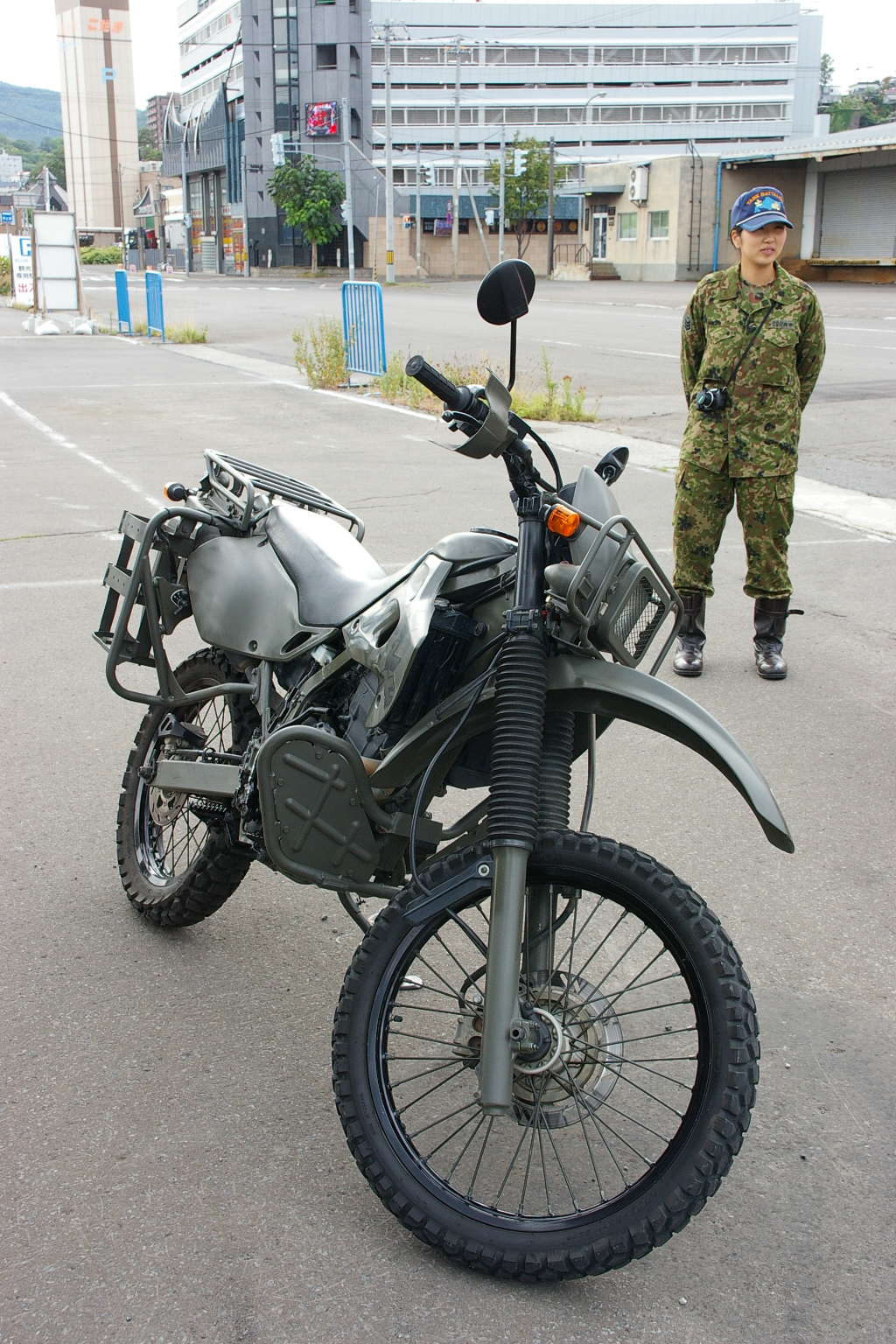
偵察用オートバイ （カワサキ・KLX250）
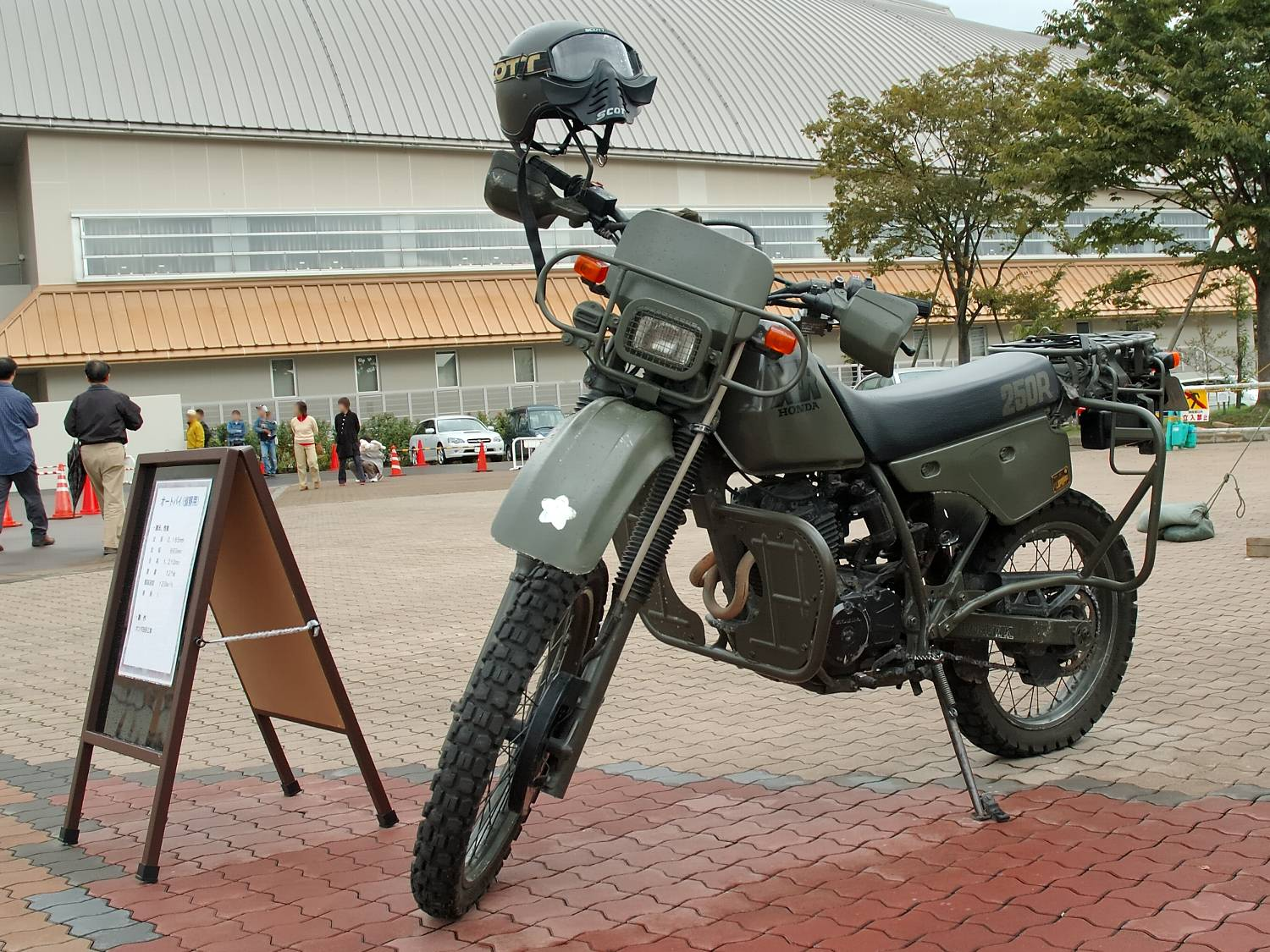
偵察用オートバイ （ホンダ・XLR250）
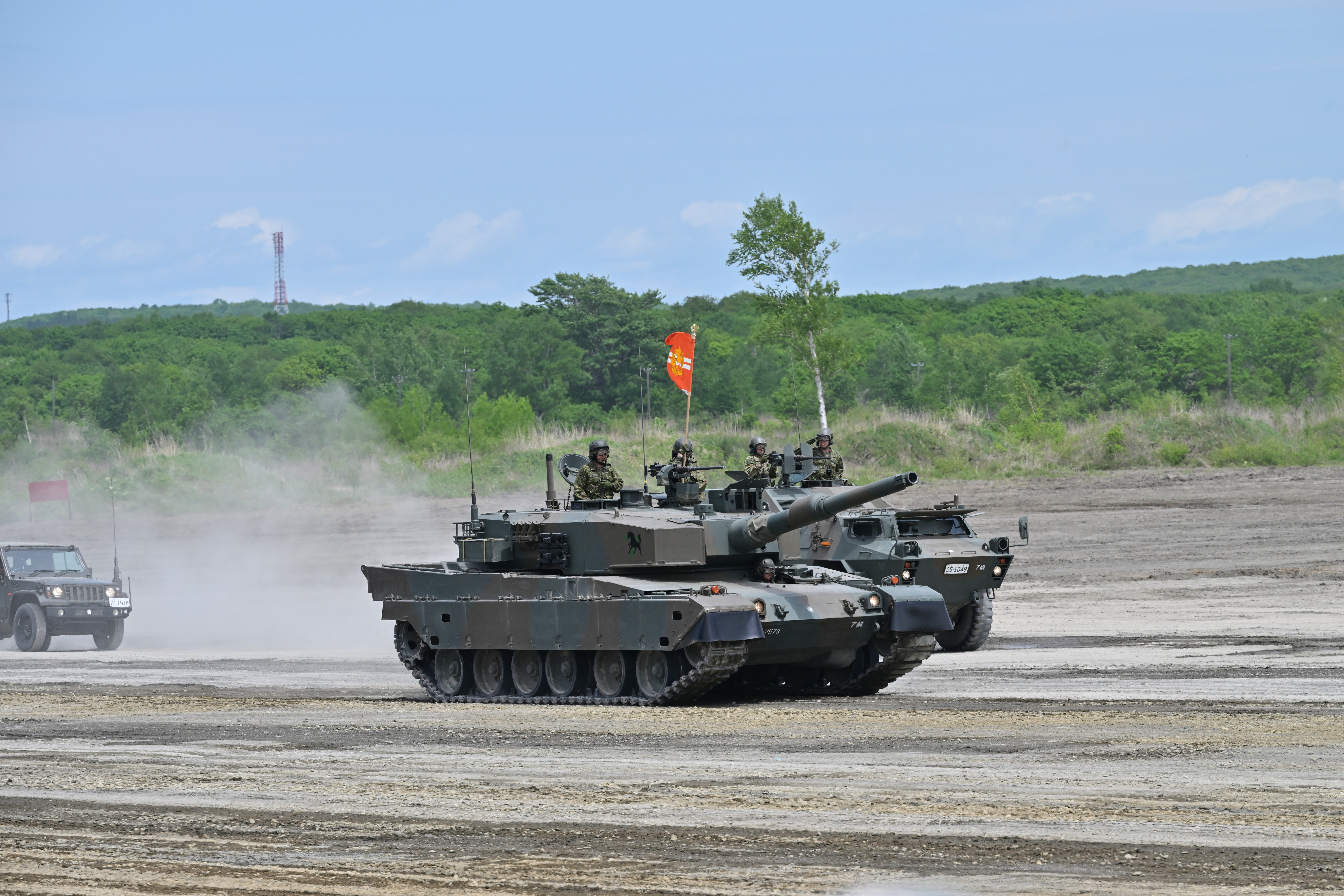
第7偵察隊の90式戦車

機甲科偵察部隊の一覧
- 第1偵察戦闘大隊 偵察中隊 (第1師団・埼玉県朝霞市) - 旧第1偵察隊
- 第2偵察隊 (第2師団・北海道名寄市)
- 第3偵察戦闘大隊 偵察中隊 (第3師団・滋賀県高島市) - 旧第3偵察隊
- 第4偵察戦闘大隊 偵察中隊 (第4師団・福岡県春日市) - 旧第4偵察隊
- 第5偵察隊 (第5旅団・北海道野付郡別海町)
- 第6偵察隊 (第6師団・宮城県黒川郡大和町)
- 第7偵察隊 (第7師団・北海道千歳市)
- 第8偵察隊 (第8師団・熊本県熊本市北区)
- 第9偵察戦闘大隊 偵察中隊 (第9師団・岩手県滝沢市）- 旧第9偵察隊
- 第10偵察戦闘大隊 偵察中隊 (第10師団・愛知県豊川市）- 旧第10偵察隊
- 第11偵察隊 (第11旅団・北海道札幌市南区)
- 第12偵察戦闘大隊 偵察中隊 (第12旅団・群馬県北群馬郡榛東村) - 旧第12偵察隊
- 第13偵察戦闘大隊 偵察中隊（第13旅団・島根県出雲市）- 旧第13偵察隊
- 第14偵察隊 (第14旅団・香川県善通寺市)
- 第15偵察隊 (第15旅団・沖縄県那覇市)
- 教育支援部隊：機甲教導連隊 偵察隊 (富士教導団・静岡県御殿場市) - 旧偵察教導隊

## 沿革
警察予備隊
- 1951年（昭和26年）
  - 2月11日：第2管区隊第2偵察中隊が真駒内駐屯地において仮編成。
  - 3月28日：第2偵察中隊が真駒内駐屯地から美幌駐屯地へ移駐。
  - 5月1日：

  1. 第1管区隊第1偵察中隊を松本駐屯地で新編。
  2. 第2管区隊第2偵察中隊を美幌駐屯地で新編。
  3. 第3管区隊第3偵察中隊を舞鶴駐屯地で新編。
  4. 第4管区隊第4偵察中隊を曾根駐屯地で新編。

  - 6月30日：独立特車基幹教育隊が新町駐屯地において新編｡

- 1952年（昭和27年）
  - 1月24日：第3偵察中隊が舞鶴駐屯地から伊丹駐屯地へ移駐。
  - 1月25日：第2偵察中隊が美幌駐屯地から遠軽駐屯地へ移駐。
  - 1月26日：第4偵察中隊が曾根駐屯地から福岡駐屯地へ移駐。
  - 4月1日：警察予備隊総隊特別教育隊（特科および特車教育）が相馬原駐屯地において編成。
  - 5月26日：第1偵察中隊が松本駐屯地から新町駐屯地へ移駐。
  - 7月16日：独立特車大隊が新町駐屯地で編成｡
  - 9月23日：今津特別訓練隊が今津駐屯地で編成[12]｡
  - 11月22日：独立第1特車大隊が新町駐屯地で編成完結｡

保安隊
- 1952年（昭和27年）11月27日：第3偵察中隊が伊丹駐屯地から信太山駐屯地へ移駐。
- 1953年（昭和28年）
  - 1月15日：第2偵察中隊が遠軽駐屯地から旭川駐屯地へ移駐。
  - 5月25日：第3偵察中隊が信太山駐屯地から伊丹駐屯地へ移駐。
  - 7月8日：独立第1特車大隊が新町駐屯地から南恵庭駐屯地に移駐。北部方面隊に隷属。
- 1954年（昭和29年）5月12日：第2偵察中隊が旭川駐屯地から名寄駐屯地へ移駐。

陸上自衛隊の発足
- 1954年（昭和29年）
  - 7月1日：陸上自衛隊発足により、独立第1特車大隊（南恵庭駐屯地）が第101特車大隊に称号変更｡
  - 7月10日：第3偵察中隊が伊丹駐屯地から今津駐屯地へ移駐。
  - 8月12日：第1偵察中隊が新町駐屯地から相馬原駐屯地へ移駐。
  - 8月20日：第102特車大隊（3個戦車中隊基幹）が第9普通科連隊第14中隊と第11普通科連隊第14中隊を母体として富士駐屯地で新編。
  - 9月10日：第4偵察中隊が管区隊の改編に伴い、部隊改編。福岡駐屯地から健軍駐屯地へ移駐。
  - 9月20日：第101特車大隊が南恵庭駐屯地から北恵庭駐屯地へ移駐｡
  - 9月25日：

  1. 第1特車大隊が相馬原駐屯地において編成完結。第1管区隊に隷属。
  2. 第2特車大隊が名寄駐屯地において編成完結。第2管区隊に隷属。
  3. 第5特車大隊が第4普通科連隊第14中隊（帯広駐屯地）及び第6普通科連隊第14中隊（帯広駐屯地）を基幹として帯広駐屯地において編成完結。（10月5日の説あり）第5管区隊に隷属。
  4. 第6特車大隊が相馬原特別訓練隊を基幹に相馬原駐屯地において編成完結。第6管区隊に隷属。
  5. 第103特車大隊（3個戦車中隊基幹：M4中戦車を装備）が北恵庭駐屯地において新編[13][14]。

  - 10月5日：

  1. 第3特車大隊が今津特別訓練隊を母体として今津駐屯地において編成完結[15]。第3管区隊に隷属。
  2. 第4特車大隊が熊本駐屯地において編成完結。第4管区隊に隷属。

  - 10月10日：

  1. 第1特車大隊が相馬原駐屯地から習志野駐屯地に移駐。
  2. 第1偵察中隊が相馬原駐屯地から再び新町駐屯地へ移駐。
  3. 第6特車大隊が相馬原駐屯地から福島駐屯地に移駐。

  - 10月15日：

  1. 第5管区隊第5偵察中隊を釧路駐屯地で新編。
  2. 第6管区隊第6偵察中隊を新町駐屯地で新編。

  - 10月25日：第6偵察中隊が新町駐屯地から船岡駐屯地に移駐。
  - 11月15日：第4特車大隊が熊本駐屯地から健軍駐屯地に移駐。
- 1955年（昭和30年）
  - 4月11日：第2偵察中隊が第3普通科連隊に配属。
  - 9月9日：第2特車大隊が名寄駐屯地から上富良野駐屯地へ移駐。
- 1956年（昭和31年）
  - 1月25日：

  1. 第7混成団第7偵察中隊を名寄駐屯地で新編。
  2. 第8混成団第8偵察中隊を健軍駐屯地で新編。
  3. 第1特車群本部及び本部中隊が北恵庭駐屯地において編成完結。第101特車大隊、第103特車大隊、第104特車大隊を隷下に編合。
  4. 第101特車大隊が第1特車群新編に伴い、隷下に編合。
  5. 第103特車大隊が第1特車群新編に伴い、隷下に編合[16]。
  6. 第104特車大隊が北恵庭駐屯地において新編され、第1特車群に編合。

  - 1月26日：第4偵察中隊が健軍駐屯地から湯布院駐屯地に移駐。
  - 1月30日：第4特車大隊が健軍駐屯地から湯布院駐屯地に移駐。
  - 2月1日：第7偵察中隊が名寄駐屯地から真駒内駐屯地へ移駐。
  - 2月10日：第8偵察中隊が健軍駐屯地から熊本駐屯地へ移駐。
  - 3月31日：

  1. 第6特車大隊が福島駐屯地から大和駐屯地に移駐｡
  2. 第6偵察中隊が船岡駐屯地から大和駐屯地に移駐。

  - 4月1日：第2偵察中隊が第3普通科連隊の配属を解かれる。
  - 4月：第103特車大隊にM24軽戦車の装備開始。

- 1957年（昭和32年）
  - 2月20日：第9混成団第9偵察中隊を大和駐屯地で新編。
  - 3月25日：第9偵察中隊が大和駐屯地から八戸駐屯地へ移駐[17]。
  - 4月5日：第8偵察中隊が熊本駐屯地から北熊本駐屯地へ移駐。
  - 12月10日：第5特車大隊が帯広駐屯地から鹿追駐屯地に移駐。
- 1958年（昭和33年）6月25日：第10混成団第10偵察中隊を今津駐屯地で新編。
- 1959年（昭和34年）
  - 3月27日：偵察教導中隊が富士駐屯地に新編。富士学校に隷属。
  - 3月31日：第1偵察中隊が新町駐屯地から再び相馬原駐屯地へ移駐。
  - 6月4日：第5偵察中隊が釧路駐屯地から鹿追駐屯地に移駐。

- 1960年（昭和35年）
  - 8月：第1特車群に第7特車大隊準備命令が下達される。群本部に準備室の設置及び基幹要員を群本部に配置し編成準備を行う。隷下の戦車大隊から新編用戦車を群本部へ管理替え。
  - 10月 ：第7偵察中隊に60式装甲車、60式自走81mm迫撃砲の装備を開始。

師団偵察隊の編成
- 1961年（昭和36年）
  - 2月28日：
    1. 第7混成団の機械化改編に伴う改編
      1. 第7特車大隊が北恵庭駐屯地において新編。第7混成団に隷属。
      2. 第7偵察中隊（真駒内駐屯地）が第7偵察隊に改称。

  - 3月9日：第7特車大隊が北恵庭駐屯地から東千歳駐屯地に移駐。
  - 8月17日：
    1. 第102特車大隊が特車教導隊に改編され、同日付で新編された富士教導隊隊に配属。第4、第5戦車中隊が新編。
    2. 偵察教導中隊が偵察教導隊に改編され、同日付で新編された富士教導隊に編入。

  - 8月：第103特車大隊がM41戦車の装備を開始。
- 1962年（昭和37年）1月10日：第7偵察隊が真駒内駐屯地から東千歳駐屯地へ移駐。

師団の編成、戦車大隊の新編
- 1962年（昭和37年）
  - 1月18日：

  1. 第1管区隊の第1師団への改編に伴う改編
    1. 第1特車大隊（相馬原駐屯地）が第1戦車大隊（4個戦車中隊基幹）に改称。第1師団に隷属。
    2. 第1偵察中隊（相馬原駐屯地）が第1偵察隊に改称。第1師団に隷属。

  2. 第2管区隊の第2師団への改編に伴う改編
    1. 第2特車大隊（上富良野駐屯地）が第2戦車大隊（4個戦車中隊基幹）に称号変更。第2師団に隷属。
    2. 第2偵察中隊（名寄駐屯地）が第2偵察隊に改称。第2師団に隷属。

  3. 第3管区隊の第3師団への改編に伴う改編
    1. 第3特車大隊（今津駐屯地）が第3戦車大隊（3個戦車中隊基幹）に称号変更。第3師団に隷属。
    2. 第3偵察中隊（今津駐屯地）が第3偵察隊に改称。第3師団に隷属。

  4. 第4特車大隊（湯布院駐屯地）が第4戦車大隊（3個戦車中隊基幹）に称号変更。第4師団に隷属。
  5. 第5管区隊の第5師団への改編に伴う改編
    1. 第5特車大隊（鹿追駐屯地）が第5戦車大隊（3個戦車中隊基幹）に称号変更。第5師団に隷属。
    2. 第5偵察中隊（鹿追駐屯地）が第5偵察隊に改称。第5師団に隷属。

  6. 第6特車大隊（大和駐屯地）が第6戦車大隊（2個戦車中隊基幹）に称号変更。第6師団に隷属。
  7. 第7特車大隊（東千歳駐屯地）が第7戦車大隊（4個戦車中隊基幹）に称号変更。第7師団に隷属。
  8. 第10混成団の第10師団への改編に伴う改編
    1. 第10戦車大隊（3個戦車中隊基幹）が今津駐屯地で編成完結。第10師団に隷属。
    2. 第10偵察中隊（今津駐屯地）が第10偵察隊に改称。第10師団に隷属。

  9. 第11師団の新編に伴う部隊新編
    1. 第11戦車大隊（4個戦車中隊基幹）が北恵庭駐屯地において編成完結。第11師団に隷属。
    2. 第11偵察隊が真駒内駐屯地において編成。第11師団に隷属。

  10. 第12師団の新編に伴う部隊新編
    1. 第12戦車大隊（3個戦車中隊基幹）が相馬原駐屯地において編成完結。第12師団に隷属。
    2. 第12偵察隊が相馬原駐屯地において編成。第12師団に隷属。

  11. 第1特車群（北恵庭駐屯地）が第1戦車群に称号変更。
  12. 第101特車大隊（北恵庭駐屯地）が第101戦車大隊に称号変更。
  13. 特車教導隊を戦車教導隊に称号変更。
  14. 第103特車大隊（北恵庭駐屯地）が第103戦車大隊に称号変更[18][19]。
  15. 第104特車大隊（北恵庭駐屯地）が第104戦車大隊に称号変更。

  - 1月20日：第1戦車大隊が相馬原駐屯地から駒門駐屯地に移駐。
  - 1月23日：第10偵察隊が今津駐屯地から西山分屯地へ移駐。
  - 1月31日：第11戦車大隊が北恵庭駐屯地から真駒内駐屯地に移駐。
  - 2月10日：

  1. 第1偵察隊が相馬原駐屯地から練馬駐屯地へ移駐。
  2. 第3偵察隊が今津駐屯地から千僧駐屯地へ移駐。

  - 8月15日：

  1. 第4管区隊の第4師団への改編に伴う改編
    1. 第4戦車大隊第4戦車中隊を新編。
    2. 第4偵察中隊が第4偵察隊（湯布院駐屯地）に改称。第4師団に隷属。

  2. 第6管区隊の第6師団への改編に伴う改編
    1. 第6戦車大隊第3戦車中隊を新編。
    2. 第6偵察中隊が第6偵察隊（大和駐屯地）に改称。第6師団に隷属。

  3. 第8混成団の第8師団への改編に伴う改編
    1. 第8戦車大隊（3個戦車中隊基幹）が北熊本駐屯地において編成完結。第8師団に隷属。
    2. 第8偵察中隊が第8偵察隊（北熊本駐屯地）に改称。第8師団に隷属。

  4. 第9混成団の第9師団への改編に伴う改編
    1. 第9戦車大隊（3個戦車中隊基幹）が八戸駐屯地において編成完結。第9師団に隷属。
    2. 第9偵察中隊が第9偵察隊（八戸駐屯地）に改称。第9師団に隷属。

  5. 第1機甲教育隊を第106教育大隊と第3陸曹教育隊の各機甲教育中隊を基幹として駒門駐屯地で新編。第1教育団隷下に編合。

  - 8月25日：第4偵察隊が湯布院駐屯地から福岡駐屯地に移駐。
  - 8月28日：第7戦車大隊が東千歳駐屯地から北千歳駐屯地に移駐。
  - 12月14日：第7戦車大隊に61式戦車が配備。
- 1964年（昭和39年）
  - 10月3日：戦車教導隊に60式装甲車の装備を開始。
  - 12月 ：第7偵察隊にM41軽戦車の装備を開始。
- 1965年（昭和40年）
  - 3月15日：第5偵察隊が鹿追駐屯地から別海分屯地に移駐。
  - 8月3日：

  1. 戦車教導隊が新編された富士教導団隷下に編入。
  2. 偵察教導隊が新編された富士教導団隷下に編入。
- 1966年（昭和41年）3月10日：第4戦車大隊が湯布院駐屯地から玖珠駐屯地に移駐[20]。
- 1967年（昭和42年）6月17日：第2戦車大隊に61式戦車の装備を開始。
- 1968年（昭和43年）
  - 3月25日：第9偵察隊が八戸駐屯地から弘前駐屯地へ移駐。
  - 8月1日：第101装甲輸送隊が東部方面隊直轄部隊として滝ヶ原駐屯地で編成完結。
  - 12月：

  1. 第11戦車大隊に61式戦車の装備を開始。
  2. 第103戦車大隊に61式戦車の装備を開始。[21][22]。
- 1969年（昭和44年）5月：第104戦車大隊に61式戦車の装備を開始。
- 1970年（昭和45年）
  - 3月10日：

  1. 第3師団の甲師団への改編に伴い、第3戦車大隊第4戦車中隊を新編。
  2. 第6師団の甲師団への改編に伴い、第6戦車大隊第4戦車中隊を新編｡

  - 3月31日：第9戦車大隊が八戸駐屯地から岩手駐屯地に移駐[23]。
  - 7月27日：第4戦車大隊に61式戦車がの装備を開始。
- 1971年（昭和46年）
  - 2月13日：第4戦車大隊のM4中戦車、M24軽戦車が退役。
  - 3月25日：第102装甲輸送隊が北部方面隊直轄部隊として上富良野駐屯地で編成完結。
- 1973年（昭和48年）3月7日：第10戦車大隊の装備が61式戦車への換装によりM24軽戦車が退役[24]。
- 1974年（昭和49年）
  - 3月26日：第2偵察隊にレーダー班を新編｡
  - 7月31日：

  1. 第101戦車大隊（北恵庭駐屯地）が廃止。
  2. 第103戦車大隊（北恵庭駐屯地）が廃止。
  3. 第104戦車大隊（北恵庭駐屯地）が廃止。

第1戦車団の新編
- 1974年（昭和49年）
  - 8月1日：

  1. 第1戦車群（北恵庭駐屯地）を第1戦車団に改編。61式戦車の装備を開始。
  2. 第1戦車群（5個戦車中隊基幹）を北恵庭駐屯地において新編。第1戦車団に編合。
  3. 第2戦車群（5個戦車中隊基幹）を北恵庭駐屯地において新編[25]。第1戦車団に編合。
  4. 第3戦車群（5個戦車中隊基幹）を北恵庭駐屯地において新編。第1戦車団に編合。
  5. 第102装甲輸送隊（上富良野駐屯地）を第1戦車団に編合。
- 1975年（昭和50年）11月 ：戦車教導隊に74式戦車の装備を開始。
- 1976年（昭和51年）
  - 2月24日：第7戦車大隊に74式戦車の装備を開始。
  - 3月25日：第12偵察隊の部隊改編。
  - 8月21日：第2戦車大隊に74式戦車の装備を開始。
- 1977年（昭和52年）9月：第11戦車大隊に74式戦車の装備を開始。
- 1978年（昭和53年）
  - 5月29日：第1戦車群に74式戦車の装備を開始。
  - 7月：第2戦車群に74式戦車の装備を開始。[26][27][28]。
  - 8月 ：第7偵察隊に74式戦車の装備を開始。
- 1979年（昭和54年）
  - 3月26日：

  1. 第3偵察隊が改編。
  2. 第8戦車大隊が北熊本駐屯地から玖珠駐屯地へ移駐。

  - 6月：第3戦車群に74式戦車の装備を開始。

戦車連隊の編成
- 1981年（昭和56年）
  - 3月24日：

  1. 第7戦車大隊（北千歳駐屯地）が廃止。
  2. 第1戦車団（北恵庭駐屯地）が廃止。
  3. 第2戦車群、第306～第310戦車中隊（北恵庭駐屯地）が廃止。
  4. 第3戦車群、第311～第315戦車中隊（北恵庭駐屯地）が廃止。
  5. 第102装甲輸送隊（上富良野駐屯地）が廃止。

  - 3月25日：

  1. 第7師団の機甲師団への改編に伴う改編
    1. 第71戦車連隊（4個戦車中隊基幹）を北千歳駐屯地において新編[29]。
    2. 第72戦車連隊（4個戦車中隊基幹）を北恵庭駐屯地において新編[30][31]。
    3. 第73戦車連隊（4個戦車中隊基幹）を北恵庭駐屯地において新編。
    4. 第7偵察隊が強化改編。

  2. 第8師団の甲編成に伴い、第8戦車大隊第4戦車中隊を新編。
  3. 第2混成団新編に伴う改編
    1. 第2混成団戦車隊が第13戦車大隊第4戦車中隊を基幹として日本原駐屯地で新編。
    2. 第2混成団本部中隊偵察小隊が善通寺駐屯地において編成。

  4. 第1戦車団廃止に伴い、第1戦車群が北部方面隊直轄部隊となる。

  - 5月28日：戦車教導隊のM41軽戦車が退役。
- 1987年（昭和62年）
  - 3月17日：別海駐屯地司令職務を第27普通科連隊第3中隊から第5偵察隊長に移管。
  - 3月26日：

  1. 第1戦車群の各戦車中隊を3個小隊から4個小隊に増強改編。
  2. 偵察教導隊に本部付隊および電子偵察小隊を新編。
- 1988年（昭和63年）3月25日：

1. 第2戦車大隊に74式戦車が10両増備され、各中隊が3個小隊編成から4個小隊編成に改編。
2. 第2偵察隊に本部付隊および電子偵察小隊を新編。
3. 第101装甲輸送隊（滝ケ原駐屯地）が部隊改編により廃止。廃止後は富士教導団普通科教導連隊第4普通科中隊および第5普通科中隊に編入。
4. 偵察教導隊に87式偵察警戒車の装備を開始。

- 1989年（平成元年）
  - 3月 ：第7偵察隊に87式偵察警戒車の装備を開始。
  - 3月24日：第11偵察隊の改編。第11偵察隊本部付隊を新編。3個レーダ班、1個レーダ班からなる電子偵察小隊を新編。
  - 3月26日：第10戦車大隊に74式戦車の装備を開始[32]。
- 1990年（平成02年）
  - 3月8日：第73戦車連隊が北恵庭駐屯地から南恵庭駐屯地に移駐。
  - 3月25日：

  1. 戦車の北転事業により、第2混成団戦車隊（日本原駐屯地）が廃止。
  2. 戦車の北転事業により、第12戦車大隊第3戦車中隊が廃止。

  - 3月26日：

  1. 戦車の北転事業による戦車増強により、第71戦車連隊第5戦車中隊を新編。
  2. 戦車の北転事業による戦車増強により、第72戦車連隊第5戦車中隊を新編[33][34]。
  3. 戦車の北転事業による戦車増強により、第73戦車連隊第5戦車中隊を新編。
  4. 第9戦車大隊の戦車中隊を4個小隊編成に改編。
- 1991年（平成3年）
  - 3月28日：

  1. 戦車の北転事業により、第1戦車大隊第4戦車中隊が廃止。
  2. 戦車の北転事業により、第3戦車大隊第4戦車中隊が廃止。
  3. 戦車の北転事業により、第4戦車大隊第4戦車中隊が廃止。
  4. 戦車の北転事業により、第6戦車大隊第4戦車中隊が廃止。
  5. 戦車の北転事業により、第8戦車大隊第4戦車中隊が廃止[35]｡
  6. 戦車の北転事業により、第10戦車大隊第3戦車中隊が廃止。

  - 3月29日：

  1. 戦車の北転事業により、方面隊直轄の独立戦車中隊として第316戦車中隊が上富良野駐屯地で新編。第2戦車大隊に隷属[注 5]。
  2. 戦車の北転事業により、方面隊直轄の独立戦車中隊として第319戦車中隊が鹿追駐屯地で新編[36]。第5戦車大隊に隷属。
  3. 戦車の北転事業により、方面隊直轄の独立戦車中隊として第317戦車中隊・第318戦車中隊が真駒内駐屯地で新編。第11戦車大隊に隷属。
  4. 戦車の北転事業により、第320戦車中隊が北恵庭駐屯地で新編。第1戦車群に編合。
  5. 第11偵察隊に斥候班Cを新編。87式偵察警戒車の装備を開始。
  6. 第12偵察隊に電子偵察小隊を新編。
  7. 第10偵察隊に本部付隊、電子偵察小隊を新編。87式偵察警戒車が配備。

  - 12月5日：戦車教導隊に90式戦車の装備を開始。
- 1992年（平成04年）
  - 3月27日：

  1. 第1偵察隊に電子偵察小隊を新編。
  2. 第3偵察隊が改編。
  3. 第10偵察隊の偵察小隊にＣ班を新編（偵察警戒車の配備）[37]。

  - 6月：第71戦車連隊に90式戦車の装備を開始。90式戦車装備の中隊の戦車定数を14両（3個小隊各4両および中隊本部2両）に変更[38]。

- 1993年（平成05年）3月30日：第2偵察隊にC班を新編、小隊本部を改編。
- 1994年（平成06年）
  - 3月27日：第3偵察隊が改編。
  - 8月：第72戦車連隊に90式戦車の装備を開始。[39][40]。

- 1995年（平成07年）
  - 3月27日：

  1. 第2戦車大隊（上富良野駐屯地）が廃止。
  2. 第316戦車中隊（上富良野駐屯地）が廃止。

  - 3月28日：第2戦車連隊（6個戦車中隊基幹）が上富良野駐屯地で新編。
- 1996年（平成08年）
  - 2月5日：戦車教導隊の61式戦車が退役。
  - 3月29日：
    1. 第11戦車大隊第4戦車中隊が廃止。
    2. 第11偵察隊の偵察小隊1個とレーダ班1個を廃止。
    3. 第10偵察隊の偵察小隊にＣ班を新編（人員の増員・偵察警戒車の配備）。

- 1998年（平成10年）3月26日：戦車教導隊本部管理中隊に施設小隊が新編。
- 1999年（平成11年）
  - 3月29日：

  1. 第318戦車中隊（真駒内駐屯地）が廃止。
  2. 第6戦車大隊第4戦車中隊がコア部隊として再編。
  3. 第6偵察隊の第3偵察小隊がコア化改編。
  4. 第9戦車大隊第4戦車中隊を新編｡

  - 7月：第73戦車連隊に90式戦車装備開始。

- 2000年（平成12年）3月28日：

1. 第2戦車連隊第6戦車中隊をコア部隊化し、教育中隊として運用。
2. 第71戦車連隊の整備部門を第7後方支援連隊第2整備大隊第1戦車直接支援中隊へ移管｡
3. 第72戦車連隊の整備部門を第7後方支援連隊第2整備大隊第2戦車直接支援中隊へ移管｡
4. 第73戦車連隊を即応予備自衛官を編成に含むコア部隊に改編。第73戦車連隊の整備部門を第7後方支援連隊第2整備大隊第3戦車直接支援中隊へ移管｡
5. 第7偵察隊の第3戦闘偵察小隊をコア化。第7偵察隊の整備部門を第7後方支援連隊第2整備大隊偵察直接支援隊へ移管｡
6. 第1戦車群の整備部門を北部方面後方支援隊第101戦車直接支援隊へ移管｡

- 2001年（平成13年）
  - 3月6日：戦車教導隊本部管理中隊施設小隊に施設作業車の装備を開始。
  - 3月25日：第12師団の旅団化に伴い、第12戦車大隊（相馬原駐屯地）が廃止。
  - 3月26日：第12偵察隊に第3偵察小隊を新編（第12師団が廃止され、第12旅団（空中機動旅団）に改編に伴う部隊改編）。
- 2002年（平成14年）
  - 3月27日：

  1. 第1師団の政経中枢師団への改編により部隊改編。第1戦車大隊第3戦車中隊を廃止。第1戦車大隊の整備部門を第1後方支援連隊第2整備大隊戦車直接支援隊へ移管。
  2. 第1偵察隊の1個偵察小隊がコア化。第1偵察隊の整備部門を第1後方支援連隊第2整備大隊偵察直接支援小隊へ移管。
  3. 第1機甲教育隊第3陸曹教育中隊および第6陸士教育中隊（駒門駐屯地）を廃止[41]。第1機甲教育隊が駒門駐屯地司令職務担任部隊に指定。
  4. 戦車教導隊の整備部門を東部方面後方支援隊富士教育直接支援大隊に移管。
  5. 部隊訓練評価隊評価支援隊戦車中隊を滝ヶ原駐屯地で新編[注 6]。

  - 9月26日：第2戦車連隊に90式戦車の装備を開始。

- 2003年（平成15年）3月27日：

1. 第319戦車中隊（鹿追駐屯地）が廃止。
2. 第4師団改編による戦車増強により、第4戦車大隊第4戦車中隊を再編。第4戦車大隊の整備部門を第4後方支援連隊第2整備大隊戦車直接支援中隊へ移管。
3. 第4偵察隊に軽装甲機動車の装備を開始。

- 2004年（平成16年）
  - 3月23日：日本原駐屯地において戦車中隊準備室を第13特科隊本部管理中隊内に設立[42][43]。
  - 3月28日：第5戦車大隊（鹿追駐屯地）が廃止｡
  - 3月29日：
    1. 第320戦車中隊（北恵庭駐屯地）が廃止｡
    2. 第5戦車大隊を戦車連隊に準じた第5戦車隊（3個戦車中隊基幹）に改編。第5戦車大隊の整備部門を第5後方支援隊第2整備中隊戦車直接支援小隊へ移管。
    3. 第5偵察隊の整備部門を第5後方支援隊第2整備中隊偵察直接支援小隊へ移管。
    4. 第10戦車大隊第3戦車中隊を再編。第4戦車中隊を新編[44]。第10戦車大隊の整備部門を第10後方支援連隊第2整備大隊戦車直接支援中隊へ移管。
    5. 第10偵察隊に第3偵察小隊を新編。第10偵察隊の整備部門を第10後方支援連隊第2整備大隊偵察直接支援小隊へ移管。

- 2005年（平成17年）
  - 3月28日：
    1. 第317戦車中隊（真駒内駐屯地）が廃止。
    2. 第8戦車大隊第4戦車中隊を再編[45]。第8戦車大隊の整備部門を第8後方支援連隊第2整備大隊第2整備大隊戦車直接支援中隊へ移管。
    3. 第8偵察隊の整備部門を第8後方支援連隊第2整備大隊偵察直接支援小隊へ移管。

  - 8月1日：戦車中隊準備室（日本原駐屯地）を戦車中隊準備隊に改編。第3戦車大隊、第10戦車大隊（今津駐屯地）および第13戦車中隊（日本原駐屯地）から増員し、準備隊長を迎える[46][47]。

- 2006年（平成18年）
  - 3月26日：第2混成団本部中隊偵察小隊（善通寺駐屯地）が廃止。
  - 3月27日：

  1. 第3師団の政経中枢師団への改編に伴う改編
    1. 第3戦車大隊第3戦車中隊が廃止｡第3戦車大隊の整備部門を第3後方支援連隊第2整備大隊戦車直接支援隊へ移管。
    2. 第3偵察隊の整備部門を第3後方支援連隊第2整備大隊偵察直接支援小隊へ移管。

  2. 第6師団の即応近代化師団への改編に伴う改編
    1. 第6戦車大隊第3戦車中隊、第4戦車中隊が廃止｡第6戦車大隊の整備部門を第6後方支援連隊第2整備大隊戦車直接支援隊へ移管。
    2. 第6偵察隊の第3偵察小隊（コア部隊）を廃止し、常備自衛官で充足。第4偵察小隊を新編。軽装甲機動車が配備。第6偵察隊の整備部門を第6後方支援連隊第2整備大隊偵察直接支援小隊へ移管。

  3. 第9師団の沿岸配備師団への改編により第9戦車大隊第4戦車中隊が廃止。
  4. 第2混成団の第14旅団への改編に伴う新編
    1. 第14戦車中隊が日本原駐屯地において編成完結[48][49]。
    2. 第14偵察隊が善通寺駐屯地において編成完結。

- 2007年（平成19年）3月19日：第305戦車中隊（北恵庭駐屯地）が廃止｡
- 2008年（平成20年）
  - 3月25日：部隊廃止。
    1. 第11戦車大隊第3戦車中隊が廃止。第11戦車大隊本部管理中隊整備小隊が廃止。

  - 3月26日：
    1. 第2師団の改編に伴う改編
      1. 第2戦車連隊の整備部門を第2後方支援連隊第2整備大隊戦車直接支援中隊へ移管。
      2. 第2偵察隊の整備部門を第2後方支援連隊第2整備大隊偵察直接支援小隊へ移管。

    2. 第11師団の旅団への改編に伴う改編
      1. 第11戦車大隊が2個戦車中隊基幹に改編。第11戦車大隊の整備部門を第11後方支援隊第2整備中隊戦車直接支援小隊へ移管。
      2. 第11偵察隊に1個偵察小隊を新編。第11偵察隊の整備部門を第11後方支援隊第2整備中隊偵察直接支援小隊へ移管。

- 2009年（平成21年）1月　：第11戦車大隊に90式戦車の装備を開始。
- 2010年（平成22年）3月26日：

1. 第1偵察隊のコア部隊を廃止。
2. 第9師団の即応近代化師団への改編に伴う改編
  1. 第9戦車大隊第3戦車中隊が廃止｡第9戦車大隊の整備部門を第9後方支援連隊第2整備大隊戦車直接支援隊へ移管。
  2. 第9偵察隊に軽装甲機動車の装備を開始。第9偵察隊の整備部門を第9後方支援連隊第2整備大隊偵察直接支援小隊へ移管。
3. 第1混成団の第15旅団への改編に伴い、第15偵察隊が那覇駐屯地において編成完結。

- 2011年（平成23年）4月22日：

1. 第1師団の改編に伴い、第1偵察隊に1個偵察小隊を増設。
2. 第5旅団の総合近代化旅団への改編に伴い、第5戦車隊が第5戦車大隊（3個戦車中隊基幹）に縮小改編[50]。
3. 第1機甲教育隊が第1教育団の東部方面混成団への改編に伴い、その隷下に編合[51]。

- 2012年（平成24年）
  - 1月12日：10式戦車を装備。
  - 3月26日：戦車教導隊第5戦車中隊を廃止[52]。74式戦車改型（G型）4輌を、駒門駐屯地に駐屯する第1機甲教育隊に管理替。
  - 4月：第2偵察隊に第4偵察小隊を新編。
  - 12月：第1戦車大隊に10式戦車の装備を開始。
- 2013年（平成25年）
  - 3月26日：
    1. 第4師団の即応近代化改編により、第4戦車大隊第3戦車中隊および第4戦車中隊を廃止。
    2. 第10師団の即応近代化改編により、第10戦車大隊第3戦車中隊および第4戦車中隊を廃止[53]。
    3. 第304戦車中隊（北恵庭駐屯地）が廃止[54]。

  - 11月22日：第2戦車連隊第4戦車中隊に10式戦車の装備を開始。
  - 12月 ：第7偵察隊に90式戦車の装備を開始。

- 2014年（平成26年）
  - 3月15日：第1戦車群が隊旗返還。
  - 3月25日：第1戦車群（北恵庭駐屯地）、第301～第303戦車中隊が廃止[55]。
  - 3月26日：

  1. 第2戦車連隊第6戦車中隊（コア部隊）を廃止。第4戦車中隊以外は、90式戦車と74式戦車混合運用となる。
  2. 第1戦車群廃止に伴い、第72戦車連隊が北恵庭駐屯地司令職務担任部隊に指定[56]。
  3. 第73戦車連隊が即応予備自衛官訓練を終了し、フル化に改編[57]。
  4. 第7偵察隊が即応予備自衛官訓練を終了し、フル化改編。
  5. 第10師団の即応近代化改編に伴い、第10偵察隊の第3偵察小隊（コア部隊）を廃止し、常備自衛官で充足。第4偵察小隊を新編。軽装甲機動車の装備を開始。
  6. 第11戦車大隊が真駒内駐屯地から北恵庭駐屯地へ移駐[58]。

  - 11月2日：第8戦車大隊に10式戦車の装備を開始。

- 2016年（平成28年）
  - 3月：第4戦車大隊第2戦車中隊にAAV7水陸両用車の装備を開始。[59]。
  - 時期不明：第4戦車大隊第1戦車中隊に10式戦車の装備を開始。
- 2017年（平成29年）
  - 時期不明：戦車教導隊に16式機動戦闘車の装備を開始。
  - 1月：第71戦車連隊に10式戦車の装備を開始。
  - 4月4日：第4偵察隊が福岡駐屯地において「平成29年度偵察戦闘大隊編成完結式」を実施。
  - 8月23日：第42普通科連隊第4普通科中隊に16式機動戦闘車の装備を開始。入魂式が行われ、部隊マークは第8戦車大隊と同様の「白虎に8をかたどった兜の鍬形」となった。
  - 9月29日：第14戦車中隊16式機動戦闘車の装備を開始。[60]。

- 2018年（平成30年）
  - 3月17日：第8偵察隊に空中機動を任務とする第4偵察小隊を新編。
  - 3月26日：

  1. 第4戦車大隊（玖珠駐屯地）が廃止。
  2. 第8戦車大隊第1～第3戦車中隊（玖珠駐屯地）は廃止され、新編の西部方面戦車隊に第1～第3戦車中隊として編入。
  3. 第8戦車大隊第4戦車中隊（玖珠駐屯地）は廃止され[61]、一部人員を第42即応機動連隊機動戦闘車隊に編入[62]。
  4. 第14戦車中隊（日本原駐屯地）が廃止。（後継部隊：第15即応機動連隊の機動戦闘車隊（善通寺駐屯地））保有の74式戦車は全車用途廃止。

  - 3月27日：
    1. 第15即応機動連隊機動戦闘車隊（2個機動戦闘車中隊基幹）が善通寺駐屯地において編成完結。
    2. 第42即応機動連隊機動戦闘車隊（2個機動戦闘車中隊基幹）が北熊本駐屯地において編成完結。
    3. 西部方面戦車隊が第4戦車大隊と第8戦車大隊を統合して玖珠駐屯地で新編。平時第4師団隷属。西部方面戦車隊長を玖珠駐屯地司令に職務指定[63]。
    4. 戦闘上陸大隊が第4戦車大隊第2戦車中隊などを基幹に編成。水陸機動団に隷属。大隊主力（大隊本部及び本部管理中隊・第1戦闘上陸中隊）が相浦駐屯地に暫定に、一部（第2戦闘上陸中隊）が玖珠駐屯地に駐屯。

  - 8月7日：第6戦車大隊が16式機動戦闘車入魂式を実施。
  - 時期不明：第4偵察戦闘大隊編成準備のため、西部方面戦車隊第3戦車中隊に16式機動戦闘車を配備。

偵察戦闘大隊の編成
- 2019年（平成31年）
  - 3月：評価支援隊戦車中隊の装備を74式戦車から90式戦車に更新。
  - 3月25日：

  1. 第6戦車大隊（大和駐屯地）が廃止。（後継部隊：第22即応機動連隊機動戦闘車隊）
  2. 第11戦車大隊（北恵庭駐屯地）が廃止。
  3. 第4偵察隊（福岡駐屯地）が廃止。（後継部隊：第4偵察戦闘大隊偵察中隊等）
  4. 西部方面戦車隊第3戦車中隊・第4戦車中隊が廃止。74式戦車の全車用途廃止。
  5. 戦車教導隊（富士駐屯地）が廃止。
  6. 偵察教導隊（富士駐屯地）が廃止。
  7. 第1機甲教育隊（駒門駐屯地）が廃止。

  - 3月26日：

  1. 第11戦車隊を北恵庭駐屯地において編成完結。本部管理中隊を廃止し、本部付隊に改編。
  2. 第4偵察戦闘大隊が第4偵察隊に西部方面戦車隊第3戦車中隊（16式機動戦闘車・96式装輪装甲車を装備）の一部を編合して、福岡駐屯地において編成完結。
  3. 第6戦車大隊廃止に伴い、第6偵察隊が大和駐屯地司令職務担任部隊に指定。司令職務室を新設。
  4. 第10即応機動連隊機動戦闘車中隊が滝川駐屯地で新編。
  5. 第22即応機動連隊機動戦闘車隊（2個機動戦闘車中隊基幹）が多賀城駐屯地において編成完結[64]。
  6. 西部方面戦車隊が平素第4師団隷属から西部方面隊直轄部隊へ移行。
  7. 戦闘上陸大隊主力が相浦駐屯地から崎辺分屯地に移駐[65]し、大隊長が分屯地司令に職務指定。
  8. 機甲教導連隊が駒門駐屯地において編成完結。駒門駐屯地司令職務担任部隊に指定[66]。

- 2021年（令和03年）
  - 10月：第3即応機動連隊準備隊が臨時編成、同部隊に16式機動戦闘車を装備。入魂式を実施。[67]。
  - 12月ごろ：第1戦車大隊に16式機動戦闘車の装備を開始。[68]。
- 2022年（令和04年）
  - 3月16日：

  1. 第1戦車大隊（駒門駐屯地）が廃止。
  2. 第1偵察隊（練馬駐屯地）が廃止。

  - 3月17日：

  1. 第1偵察戦闘大隊（約290人）が第1戦車大隊（駒門駐屯地）および第1偵察隊（練馬駐屯地）を基幹として、朝霞駐屯地において編成完結。
  2. 第3即応機動連隊機動戦闘車中隊が名寄駐屯地で新編[69][70]。
  3. 西部方面戦車隊が西部方面隊直轄部隊から平素第8師団隷属に移行。
- 2023年（令和05年）
  - 3月15日：

  1. 第2戦車連隊第5戦車中隊が廃止[71]。74式戦車が用途廃止[72][73]。
  2. 第3戦車大隊（今津駐屯地）が廃止。
  3. 第5戦車大隊（鹿追駐屯地）が廃止。
  4. 第71戦車連隊第5戦車中隊を廃止[74][75]。
  5. 第72戦車連隊第5戦車中隊が廃止[76]。
  6. 第3偵察隊（千僧駐屯地）が廃止。
  7. 第12偵察隊（相馬原駐屯地）が廃止（第12偵察戦闘大隊に増強改編）。

  - 3月16日：

  1. 第2戦車連隊が4個戦車中隊編成に改編。
  2. 第5戦車隊（2個戦車中隊基幹）が鹿追駐屯地で新編[77]。
  3. 第71戦車連隊が4個戦車中隊基幹に改編。10式戦車に更新完了。
  4. 第72戦車連隊が4個戦車中隊基幹に改編。
  5. 第3偵察戦闘大隊が第3戦車大隊（今津駐屯地）および第3偵察隊（千僧駐屯地）を基幹として、今津駐屯地において編成完結。
  6. 第12偵察戦闘大隊が相馬原駐屯地において新編。
  7. 第6即応機動連隊機動戦闘車中隊が美幌駐屯地で新編[78][79]。

  - 8月9日：第9戦車大隊に16式機動戦闘車を導入。入魂式を挙行[80][81]。
  - 11月30日：第10戦車大隊が脱魂式を挙行し、74式戦車が退役[82][83]。
- 2024年（令和06年）
  - 3月11日：第10偵察隊が編成改組式を挙行[84]。
  - 3月14日：第10戦車大隊が編成改組式を挙行[85]。
  - 3月15日：第9偵察隊が隊旗返還式を挙行[86]。
  - 3月19日：第9戦車大隊が隊旗返還式を挙行[87]。
  - 3月20日：

  1. 第73戦車連隊第5戦車中隊（南恵庭駐屯地）が廃止[88]。
  2. 第9戦車大隊（岩手駐屯地）が廃止。
  3. 第10戦車大隊（今津駐屯地）が廃止[89]。
  4. 第9偵察隊（弘前駐屯地）が廃止。
  5. 第10偵察隊（春日井駐屯地）が廃止。
  6. 第13偵察隊（出雲駐屯地）が廃止。
  7. 機甲教導連隊第4戦車中隊（駒門駐屯地）が廃止。

  - 3月21日：

  1. 第73戦車連隊が4個戦車中隊基幹に改編。
  2. 第9偵察戦闘大隊が第9戦車大隊（岩手駐屯地）および第9偵察隊（弘前駐屯地）を基幹として、岩手駐屯地において編成完結[90]。
  3. 第10偵察戦闘大隊が第10戦車大隊（今津駐屯地）および第10偵察隊（春日井駐屯地）を基幹として、豊川駐屯地において編成完結[91]。
  4. 第13偵察戦闘大隊が第13戦車中隊（日本原駐屯地）および第13偵察隊（出雲駐屯地）を基幹として、出雲駐屯地において編成完結[92]。
  5. 戦闘上陸大隊第3戦闘上陸中隊を竹松駐屯地に新編[93]。
  6. 機甲教導連隊機動戦闘車中隊を駒門駐屯地において新編。第4戦車中隊・戦闘中隊の74式戦車を用途廃止。